# Rablay-sur-Layon
Pour les articles homonymes, voir Rablay et Layon.
Rablay-sur-Layon (se prononce /ra.blε.syr.lε.jɔ̃/) est une commune déléguée de 800 habitants intégrée à la commune nouvelle de Bellevigne-en-Layon ; elle est située en France dans le département de Maine-et-Loire et la région des Pays de la Loire. Le village était avant le 1er janvier 2016 une commune à part entière.
Rablay-sur-Layon tient sa notoriété de ses vignobles réputés, situés dans l’aire d’appellation du coteaux-du-layon, et de sa galerie d’art (le Village d’Artistes) ouverte la majeure partie de l’année.

## Géographie

### Situation

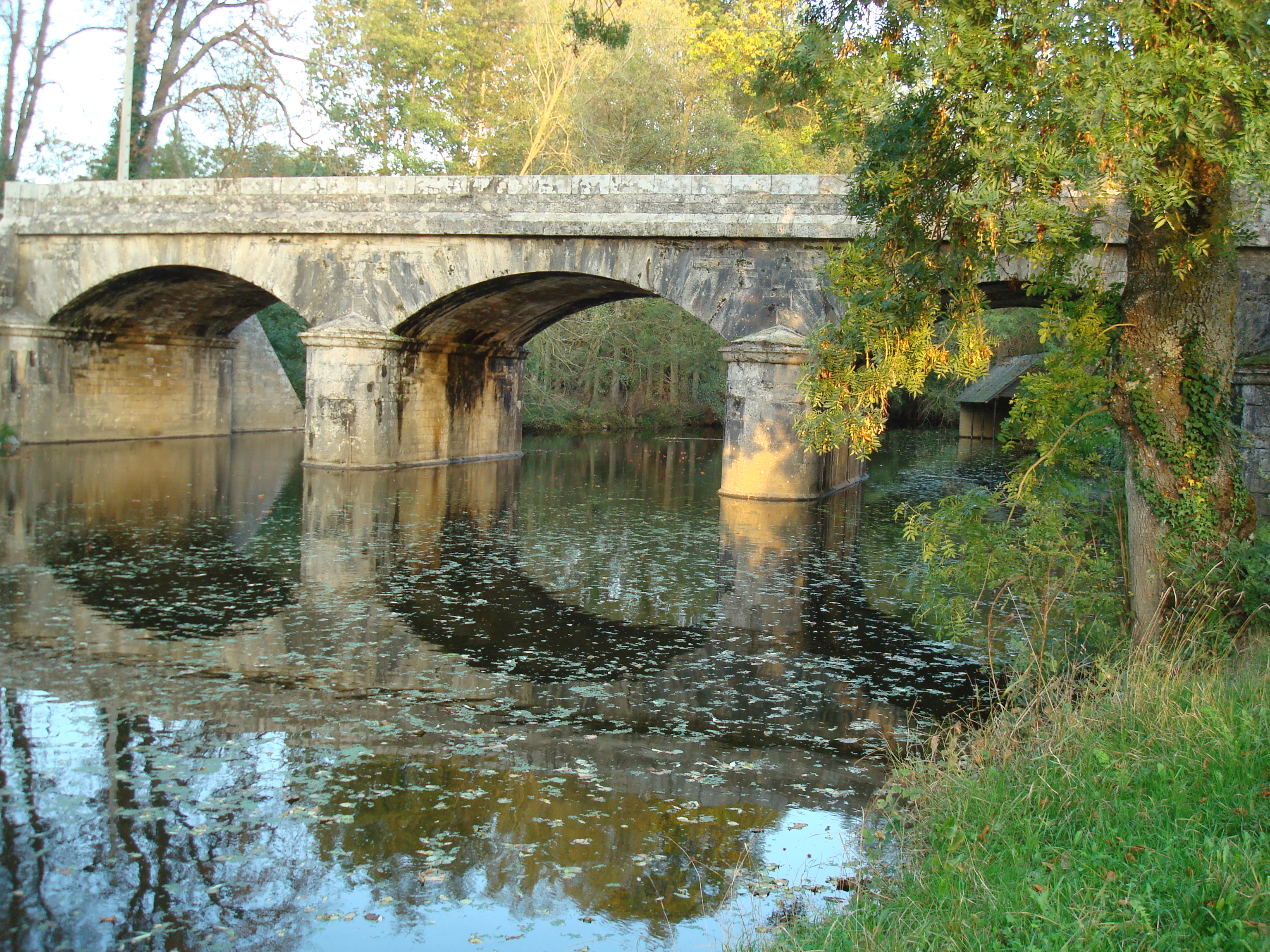
Le pont au-dessus du Layon vu depuis la berge de Rablay : l’ancien lavoir est visible au fond à droite.

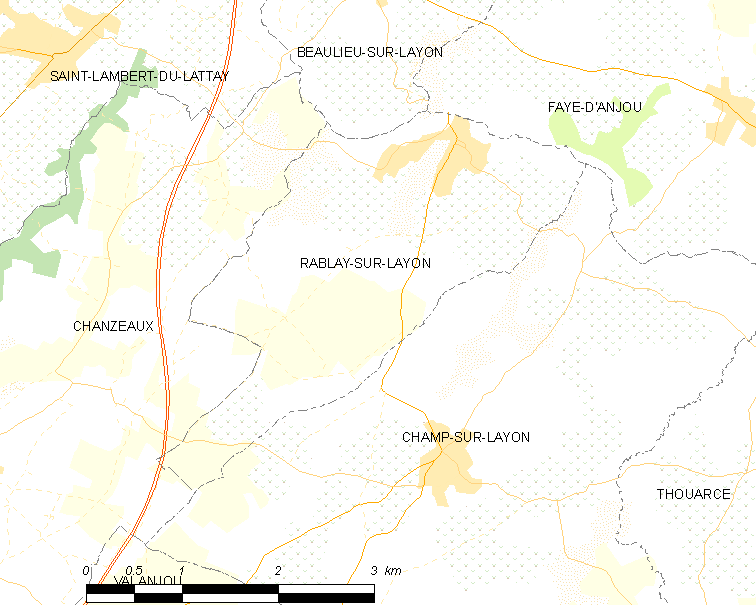
Carte de Rablay-sur-Layon avec ses limites. Le bourg, en jaune, est tout au nord. L’A87 passe dans le coin sud-ouest.

Rablay est au centre du triangle formé par les villes d’Angers, de Cholet et de Saumur et se situe à un peu plus de vingt-cinq kilomètres au sud d’Angers, à un peu moins de quarante au nord-est de Cholet et à un peu moins de quarante-cinq à l’ouest de Saumur.
Le Layon, qui se jette dans la Loire, constitue la limite nord située au pied de ses coteaux. Ceux-ci n’ont rien d’un relief extraordinaire mais sont, malgré tout, l’endroit de Maine-et-Loire le plus vallonné avec les environs de La Tourlandry et de Saint-Georges-des-Gardes, communes avec les points culminants du département.
Le territoire de Rablay-sur-Layon est limitrophe de quatre communes ou communes déléguées : Beaulieu-sur-Layon, Champ-sur-Layon (commune de Bellevigne-en-Layon), Chanzeaux (commune de Chemillé-en-Anjou) et Faye-d’Anjou (commune de Bellevigne-en-Layon). Saint-Lambert-du-Lattay (commune de Val-du-Layon) et Thouarcé (commune de Bellevigne-en-Layon) sont tout aussi voisins si l’on considère que leurs bourgs respectifs ne sont pas plus éloignés de Rablay que celui de Chanzeaux et qu’il n’y a pas de bourg entre ceux-ci et le centre de Rablay.

### Routes proches
Les route départementale 160 et autoroute 87 reliant Cholet à Angers sont à moins de cinq kilomètres du bourg de Rablay.

### Transport en commun
Outre les cars scolaires desservant Rablay vers le collège voisin public le plus proche (à Thouarcé), la ligne régionale 420 d’Aléop qui relie Valanjou à Angers passe à Rablay et ensuite aux Ponts-de-Cé où se situe le lycée public le plus proche. La ligne fonctionne tous les jours ouvrables de l’année.

### Hydrographie
La commune est bordée sur son flanc nord-est par le Layon qui coule du sud-est vers le nord-ouest et constitue une limite communale. Le réseau hydrographique communal comprend divers autres petits cours d’eau se jetant dans le Layon, dont le Dreuillé, le Doua, le ruisseau de la Raimbaudière et le ruisseau de la Roche.
Le Layon, de 89,9 km de longueur, prend sa source à Saint-Maurice-la-Fougereuse dans le département des Deux-Sèvres et la région de la Nouvelle-Aquitaine. Après une dizaine de kilomètres, il pénètre dans les Pays de la Loire dans le département de Maine-et-Loire pour se jeter dans la Loire à Chalonnes-sur-Loire. La station hydrométrique de référence la plus proche est située à Saint-Lambert-du-Lattay (pont de Bézigon), à 5 kilomètres en aval de Rablay-sur-Layon. Le débit mensuel moyen (calculé sur 52 ans pour cette station) varie de 0,32 m3/s au mois d’août  à 10,69 m3/s au mois de février. Le débit instantané maximal observé sur cette station est de 183 m3/s et s’est produit le 1er avril 1983, la hauteur maximale relevée a été de 5,98 m le 28 décembre 1999,.
Sur le plan piscicole, le Layon est classé en deuxième catégorie piscicole, c’est-à-dire que les espèces sont essentiellement des poissons blancs (cyprinidés) et des carnassiers (appellation générique pour les poissons de types brochet, sandre, perche…).
Le Doua, ruisseau de 3,3 km de longueur, qui a sa source à proximité du lieu-dit du Plessis à Chanzeaux, traverse le lieu-dit de Doua et à partir de ce lieu-dit délimite les territoires de Rablay et de Chanzeaux avant de se jeter dans le Layon. Il est alimenté par un émissaire partagé en amont en trois, le plus à l’est des trois ayant sa source près de la Girardière, celui du centre issu de l’étang de la Hussaudière,, celui le plus à l’ouest ayant sa source près du lieu-dit des Landes.
Le ruisseau de la Raimbaudière ou de la Rimbaudière (sans le premier « a »), appelé aussi des Raimbaudières (au pluriel), du Pré ou de la Petite Rimbaudière, de 3 km de longueur, a sa source entre les lieux-dits de la Petite Raimbaudière (lieu-dit de Rablay-sur-Layon) et de la Grande Raimbaudière (lieu-dit de Champ-sur-Layon), passe entre les lieux-dits du Pré (lieu-dit de Rablay-sur-Layon) et du Pré du Champ (lieu-dit de Champ-sur-Layon) et se jette dans le Dreuillé, rivière de 11 km, qui précédemment prend sa source à Valanjou et traverse Champ-sur-Layon. Le ruisseau de la Raimbaudière puis le Dreuillé, après que le premier se soit jeté dans le second, constituent jusqu’au Layon la majeure partie de la limite communale entre Rablay-sur-Layon et Champ-sur-Layon.
Le ruisseau de la Roche (appelé aussi de la Rabatière) prend sa source au sud de la commune, passe à la Rabatière puis entre le lieu-dit de la Roche et le bourg et finit par se jeter dans le Layon à proximité du pont supportant la RD 54. Sur l’ensemble de son parcours, le ruisseau de la Roche coupe du sud au nord la commune en à peu près deux parts égales.

### Climat
Le climat relativement sec (570 mm de pluie en moyenne par an) avec une arrière-saison tiède (13,2 °C sur la commune voisine de Beaulieu-sur-Layon en octobre) est propice à la culture de la vigne.

### Géologie

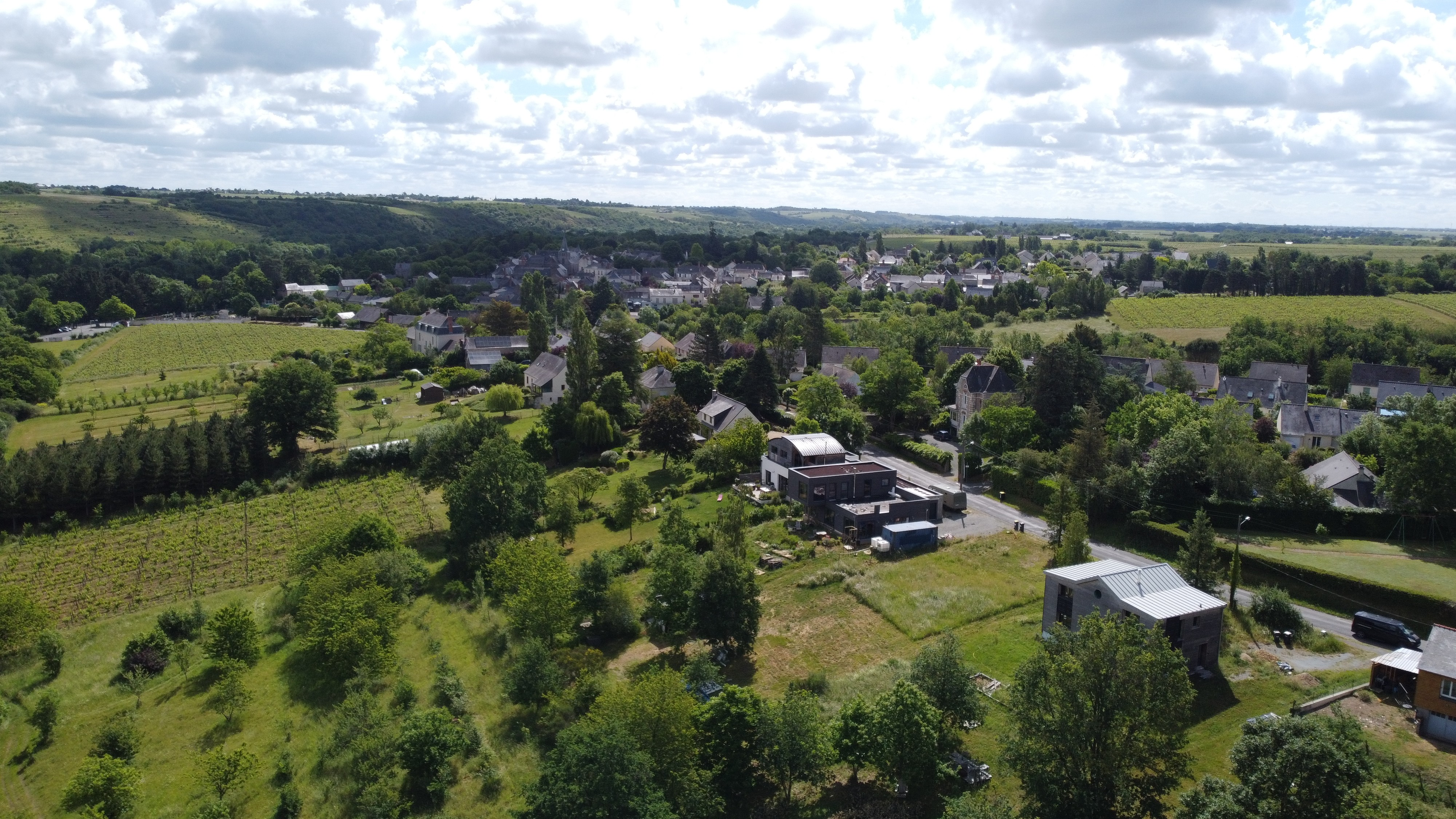
Les coteaux du Layon : coteau en premier plan (rive gauche du Layon) à Rablay et coteau en arrière plan (plus élevé en altitude, rive droite) sur Faye.

La région de Rablay-sur-Layon se situe sur un grand accident tectonique, l’accident du Layon, orienté N-O - S-E, que l’on peut suivre sur 120 km de Nort-sur-Erdre à Doué-la-Fontaine, accident aussi appelé faille de Nort-sur-Erdre. De part et d’autre de cette faille deux domaines très différents se juxtaposent. Au sud, des terrains antépaléozoïques sont attribués au Briovérien et, au nord, des terrains paléozoïques appartenant au sillon houiller de Basse Loire, d’âge carbonifère. Cet accident tectonique, mis en place au moment de l’orogenèse hercynienne (formation de la chaîne de montagne aujourd’hui Massif armoricain), a rejoué au Mésozoïque (après le Crétacé supérieur), au moment de la formation de la chaîne pyrénéenne et alpine, et a exhaussé les terrains paléozoïques au Nord. Cet exhaussement est responsable de la mise en place des coteaux du Layon. Au niveau de Rablay, ce rejeu fait apparaître deux types de fracture, l’accident lui-même et les décrochements perpendiculaires de moindre ampleur. Ce relief ainsi formé est actuellement bordé par un abrupt de faille à regard Sud-Ouest généralement très fort : 60 m à proximité du pont Barré (sur la commune voisine de Saint-Lambert-du-Lattay).
Les roches antépaléozoïques sont essentiellement des schistes et des grès, en disposition assez complexe, qui ont été métamorphisés c’est-à-dire retransformés au Carbonifère lors du plissement de la chaîne de montagne. Les terrains paléozoïques du Carbonifère sont formés de grès et de conglomérats entrecoupés de veines de charbon qui ont été autrefois exploitées. Un autre accident doublant en parallèle la faille du Layon fait apparaître au nord du compartiment carbonifère des schistes paléozoïques (Ordovicien) traversés par des plutons de microgranite et par des intrusions de roches de type basaltique témoignant d’un volcanisme très ancien. Recouvrant par endroit les terrains antépaléozoïques et paléozoïques, de minces dépôts de sables et de graviers du Crétacé (Mésozoïque) témoignent de l’existence de deltas fluviatiles face à une mer plus orientale.
Couplées à un climat doux et sec, ces particularités géologiques sont favorables à la culture de la vigne et les coteaux issus de l’accident du Layon permettent une situation bien ensoleillée et ventilée qui favorisent les vins sucrés par la précocité de la végétation et des vendanges surmûries.

## Toponymie
Des textes et des cartes de 1047, 1087 et 1105 évoquent le village alors connu sous le nom d’Arrabletum (puis Arrableio au XIIe siècle, Arrableyum au début du XVe, Arrablay à la fin du XVe et enfin Rablay en 1536). « Arrabletum » signifie « lieu planté d’érables ».

## Histoire
La découverte au lieu-dit Moque-Souris, site au bord de Layon, d’un biface acheuléen et d’une hache de pierre témoigne de la présence humaine sur les lieux déjà à l’ère préhistorique.
Dans la seconde partie du IIIe siècle, la foi chrétienne se répand dans la région grâce à saint Martin, évêque de Tours, la légende lui attribue aussi l’introduction de la vigne.
Au Moyen Âge, les terres de Rablay sont possédées par les seigneurs de Thouarcé.
À la Renaissance, en 1588, lors des affrontements entre catholiques et protestants, l’église est incendiée, comme la région est ravagée.
Au début du XVIIIe siècle, fin 1707, la dysenterie fait quatre-vingts morts en trois mois à Rablay, la maladie est arrivée de Saint-Lambert-du-Lattay le 16 août à la fin d’un été chaud et sec qui a asséché les puits. Un an et demi plus tard, l’hiver 1709, avec un froid extrême dans une majeure partie de l’Europe, fait quarante-sept morts à Rablay.
En 1774, la Compagnie des mines de Saint-Georges obtient, pour transporter son charbon, l’autorisation de la canalisation du cours inférieur du Layon. Les travaux, commencés en 1775, sont terminés en 1779 : un port et une auberge sont construits à Rablay et le Layon est coupé par une vingtaine d’écluses. Le surnom donné par les mariniers de « canal de Monsieur » est vite adopté (« Monsieur » pour le futur Louis XVIII, frère du roi Louis XVI, sous lequel est placée la protection de l’aménagement en canal). Grâce à ça, la région se développe et les vins des villages le long du Layon, notamment ceux des vignobles situés sur les coteaux à Rablay, sont bientôt vendus dans tout le nord de l’Europe par l’intermédiaire des commerçants hollandais qui ont des entrepôts à Chalonnes là où le Layon se jette dans la Loire.
En 1789, le cahier de doléances des gens de la paroisse de Rablay est assez exceptionnel, il réclame déjà l’abolition des droits seigneuriaux mais aussi la liberté « entière et définitive » de la presse et même un impôt unique sur le revenu. En parlant de ce cahier, Célestin Port dit qu’« il forme une constitution complète ». La Révolution fut d’importance à Rablay. En 1791, la loi sur la Constitution civile du clergé chasse le père Vallée, le curé, ainsi que son vicaire. Marie-Louis-François O’Brumier, habitant du bourg et agriculteur à Rablay au début de la Révolution devenu pendant la Terreur membre de la commission militaire, dénonce de nombreuses personnes, conduites ensuite à Angers et certaines exécutées. Le village n’est aussi qu’à quelques kilomètres de Chanzeaux, paroisse voisine et premier village « vendéen » : la cloche de l’église est brisée le 30 juillet 1793 par les soldats républicains car « servant aux rassemblements royalistes » mais Rablay est épargné par les « colonnes infernales », malgré tout, le canal du Layon est dévasté, le vignoble est en partie abandonné et des maisons détruites. La paix ne revient véritablement qu’après la restauration du culte catholique. Durant le Premier Empire, le Blocus continental arrête le commerce avec le nord de l’Europe et notamment l’Angleterre.
Administrativement, Rablay est rattaché au canton de Chanzeaux et au district de Vihiers lors de la création des cantons et des districts en 1790 puis au canton de Thouarcé-et-le-Champ et à l’arrondissement de Saumur en 1800. En 1824, comme tout le canton de Thouarcé, Rablay, initialement dans l’arrondissement de Saumur, en est détaché pour être rattaché à l’arrondissement d’Angers.
À la fin du XIXe siècle, le vignoble, à peine rétabli, subit la crise du phylloxéra. Les communes voisines de Faye et de Champ sont touchées respectivement en décembre 1885 et en août 1886. En avril 1889, toutes les vignes autour du Layon dont celles de Rablay sont déclarées « anéanties ». En attendant le début du XXe siècle pour voir resplendir de nouveau le vignoble, les cultures de camomille romaine se développent.
En 1912, l’électricité arrive dans le bourg. Lors de la Première Guerre mondiale, la commune perd vingt-huit ou trente habitants partis comme soldats, il y aura également trois soldats morts lors de la Seconde Guerre mondiale et un durant la guerre d’Algérie. En 1939, Rablay devient officiellement Rablay-sur-Layon par décret. En 1947, le service des eaux est installé. En 1955, le « train du Layon » allant de Chalonnes-sur-Loire au lieu-dit de Perray-Jouannet sur la commune de Chavagnes circule et s’arrête pour la dernière fois à la gare de Rablay (en réalité sur la commune de Faye-d’Anjou mais bien plus proche du bourg de Rablay que de Faye), les rails sont retirés et la voie longeant le Layon aménagée en chemin de randonnées.
De 1955 à 1975, une usine de jus de fruits et de sodas portant le nom de Kopa fonctionne au lieu-dit la Roche.
En 1976 et 1983, sont construits respectivement les lotissements de la Brinçonnière et des Sablonnettes.
En 1987, le Village d’Artistes naît sous l’impulsion de quelques bénévoles. En 1994, le Festival de Rablay a lieu pour la première fois le week-end de la Pentecôte sous le nom « D’ici, c’est d’ailleurs ». Au milieu des années 1990, Rablay-sur-Layon devient membre de la communauté de communes des Coteaux du Layon créée depuis peu. Rablay constituait une paroisse entière jusqu’à la fin des années 1990 mais la paroisse de Rablay fusionne avec les paroisses des communes voisines pour former la paroisse Notre-Dame-du-Val-Layon-Hyrôme, celle-ci refusionnera en 2012 avec la paroisse Saint-Pierre-en-Layon pour former la nouvelle paroisse Saint-Pierre-en-Layon-Hyrôme. En septembre 2008, l’épicerie du village qui sommeillait depuis déjà quelques années se réveille sous la forme d’une épicerie associative embauchant des salariés et sous le nom « Goût Layon », cette initiative est orchestrée par un bon nombre de bénévoles du village. En 2011, le Festival de Rablay s’arrête après une dix-huitième édition.
En 2015, Rablay-sur-Layon est intégré au nouveau canton de Chemillé-Melay. Le 1er janvier 2016, Rablay-sur-Layon perd son statut de commune et devient commune déléguée intégrée à la commune nouvelle de Bellevigne-en-Layon (nouvelle commune constituée donc de Rablay-sur-Layon mais aussi de Champ-sur-Layon, de Faye-d’Anjou, de Faveraye-Mâchelles et de Thouarcé, chef-lieu de cette nouvelle commune). Le 1er janvier 2017, après la fusion de communautés de communes, Bellevigne-en-Layon (et donc Rablay-sur-Layon) devient membre de la communauté de communes Loire Layon Aubance.

## Démographie

### Évolution démographique
| 1120 | 1726   | 1789 | 1793 | 1800 | 1806 | 1821 | 1831 | 1836 |
| ---- | ------ | ---- | ---- | ---- | ---- | ---- | ---- | ---- |
| 615  | [ 21 ] | 582  | 580  | 326  | 504  | 508  | 531  | 530  |

| 1841 | 1846 | 1851 | 1856 | 1861 | 1866 | 1872 | 1876 | 1881 |
| ---- | ---- | ---- | ---- | ---- | ---- | ---- | ---- | ---- |
| 595  | 609  | 625  | 613  | 595  | 542  | 534  | 522  | 534  |

| 1886 | 1891 | 1896 | 1901 | 1906 | 1911 | 1921 | 1926 | 1931 |
| ---- | ---- | ---- | ---- | ---- | ---- | ---- | ---- | ---- |
| 558  | 532  | 536  | 556  | 621  | 564  | 490  | 506  | 505  |

| 1936 | 1946 | 1954 | 1962 | 1968 | 1975 | 1982 | 1990 | 1999 |
| ---- | ---- | ---- | ---- | ---- | ---- | ---- | ---- | ---- |
| 501  | 550  | 595  | 568  | 537  | 507  | 592  | 571  | 635  |

| 2005 | 2010 | 2015 | 2017 | - | - | - | - | - |
| ---- | ---- | ---- | ---- | - | - | - | - | - |
| 703  | 732  | 789  | 782  | - | - | - | - | - |

Éléments notables :
- second semestre 1707 : 80 morts de dysenterie ;
- grand hiver de 1709 : 47 morts de froid ;
- un nombre d’habitants fortement en baisse après 1793, la commune ayant beaucoup souffert de la guerre de Vendée, ce nombre revenant à son niveau du début de la Révolution que près de cinquante ans plus tard ;
- Première Guerre mondiale : une trentaine d’habitants de la commune morts comme soldats[19] ;
- après une forte baisse entre 1954 et 1975, une population en forte hausse depuis 1990 avec des niveaux jamais atteints auparavant aux quatre recensements suivants (1999, 2005, 2010 et 2015) : avec la construction de l’A87 et le réaménagement et le déclassement de la N160 en D160, Rablay est devenue une commune résidentielle pour Angers ou Cholet ou pour des communes plus proches comme Chemillé, Thouarcé ou Beaulieu-sur-Layon avec la mise en place de la zone industrielle d’intérêt départemental (appelée Anjou Actiparc du Layon[27]) sur cette dernière ;
- le maximum de la population a été atteint en 2015 avec 789 habitants (avant-dernier recensement), soit une augmentation de 38 % par rapport à 1990 ;
- en 2009, la commune occupait le 12 450e rang au niveau national, alors qu’elle était au 12 680e en 1999, et le 238e au niveau départemental sur 363 communes.

À la fin du XVIIIe siècle, se met en place un recensement national à la même date partout en France ; à partir de 1831 et jusqu’en 1946, ce recensement a lieu tous les cinq ans sauf le recensement de 1871 décalé d’un an et réalisé en 1872 en raison de la guerre franco-allemande et les recensements de 1916 et de 1941 qui sont annulés en raison des deux conflits mondiaux. De 1946 à 1999, les recensements sont plus irréguliers (6 à 9 ans entre chaque campagne de recensement).
Au début du XXIe siècle, les modalités de recensement ont été modifiées par loi du 27 février 2002, dite loi de démocratie de proximité, afin de permettre, après une période transitoire courant de 2004 à 2008, la publication annuelle de la population légale des différentes circonscriptions administratives françaises.
Pour les communes dont la population est inférieure à 10 000 habitants, les enquêtes sont exhaustives et ont lieu par roulement tous les cinq ans. Pour Rablay-sur-Layon, le premier recensement a été fait en 2005, les suivants ayant eu lieu en 2010 et en 2015. Deux ans après le recensement de 2015, la commune nouvelle de Bellevigne-en-Layon (dont fait maintenant partie Rablay-sur-Layon) a été recensée dans son intégralité en 2017, les communes déléguées ayant été recensées des années différentes avant la fusion, il n’a pas été possible de respecter le délai de cinq ans entre deux recensements pour toutes ces communes. En raison de la pandémie de covid-19, les recensements prévus en 2021 et les suivants sont décalés d’un an, le prochain recensement de Rablay prévu initialement en 2022 devrait avoir lieu en 2023.

### Pyramide des âges
En 2008, la population de la commune est relativement jeune. Le taux de personnes d'un âge supérieur à 60 ans (15,2 %) est en effet inférieur au taux national (21,8 %) et au taux départemental (21,4 %).
Contrairement aux répartitions nationale et départementale, la population masculine de la commune est supérieure à la population féminine (51,4 % contre 48,7 % au niveau national et 48,9 % au niveau départemental).
La répartition de la population de la commune par tranches d'âge est alors la suivante :
- 51,4 % d’hommes (0 à 14 ans = 23 %, 15 à 29 ans = 15,8 %, 30 à 44 ans = 24,7 %, 45 à 59 ans = 22,4 %, plus de 60 ans = 14,1 %) ;
- 48,6 % de femmes (0 à 14 ans = 25,1 %, 15 à 29 ans = 14,3 %, 30 à 44 ans = 22,8 %, 45 à 59 ans = 21,4 %, plus de 60 ans = 16,4 %).

| Hommes | Classe d’âge | Femmes |
| ------ | ------------ | ------ |
| 0,6    | 90 ans ou +  | 1,2    |
| 5,5    | 75 à 89 ans  | 6,7    |
| 8,0    | 60 à 74 ans  | 8,5    |
| 22,4   | 45 à 59 ans  | 21,4   |
| 24,7   | 30 à 44 ans  | 22,8   |
| 15,8   | 15 à 29 ans  | 14,3   |
| 23,0   | 0 à 14 ans   | 25,1   |

| Hommes | Classe d’âge | Femmes |
| ------ | ------------ | ------ |
| 0,4    | 90 ans ou +  | 1,1    |
| 6,3    | 75 à 89 ans  | 9,5    |
| 12,1   | 60 à 74 ans  | 13,1   |
| 20,0   | 45 à 59 ans  | 19,4   |
| 20,3   | 30 à 44 ans  | 19,3   |
| 20,2   | 15 à 29 ans  | 18,9   |
| 20,7   | 0 à 14 ans   | 18,7   |

## Économie

### Un site viticole
L’économie de Rablay-sur-Layon est une économie de type rurale principalement vitivinicole : Rablay est traversé par la Route des Vignobles Anjou-Saumur. Douze exploitations viticoles se situent sur Rablay-sur-Layon et exploitent deux-cent-quatre hectares de vignes avec deux ou trois autres exploitants de communes voisines, leur produit-phare est le coteaux-du-layon Rablay mais d’autres appellations sont également produites : le crémant de Loire, l’anjou blanc, l’anjou rouge et l’anjou-villages (rouge) et en rosé, le cabernet d’Anjou, le rosé d’Anjou et le rosé de Loire. Chaque vigneron propose la vente directe.
Évolution de la surface de la commune plantée en vignes :
- 1825 : 25,75 % ;
- 1876 : 25,54 % ;
- 1914 : 39,14 % ;
- 1962 : 43,35 % ;
- 2011 : 27,42 %.

### Autres activités économiques
En 2006, il y a également à Rablay cinq exploitations agricoles non viticoles, un artisan électricien-chauffagiste-plombier, une entreprise de décoration d’intérieur, une coiffeuse à domicile et un bar faisant également tabac-presse et auberge. Des hébergements sont aussi proposés chez l’habitant pour faire du tourisme vert.
Un bureau de poste, une école et une épicerie associative font vivre également les lieux avec toutes les associations locales (associations du Village d’Artistes, du Festival de Rablay maintenant devenu le Clap, du Cercle de l’Union pour le jeu de boules, de la bibliothèque, des jeunes…).

### En 1888
En 1888, on recensait deux cafetiers, un charron, un charpentier, trois cordonniers, quatre épiciers, deux forgerons serruriers, deux médecins, deux meuniers, un tailleur, deux tisserands et quatre tonneliers.

## Politique et administration

### Maires
Avant la période révolutionnaire, le dernier seigneur de Rablay fut Louis Hercule Timoléon de Cossé-Brissac, duc de Brissac.
Le mode de recrutement des maires a évolué depuis 1789, des maires étant nommés par le préfet la majeure partie du temps entre 1800 et 1876, les autres élus au sein du conseil municipal. Les petites communes ont aussi perdu toute autonomie de 1795 à 1800, les administrations étaient alors toutes concentrées au niveau des chefs-lieux de canton.
Depuis le 1er janvier 2016, il ne s’agit plus d’un maire mais d’un maire délégué.
| Période                      | Période | Identité                                 | Étiquette | Qualité |
| ---------------------------- | ------- | ---------------------------------------- | --------- | ------- |
| 1789                         |         | Jean Vaillant                            |           |         |
| 1791                         |         | Jacques Dugué                            |           |         |
| 1793                         |         | P. Tesnier                               |           |         |
| Messidor an VIII (juin 1800) |         | Fardeau                                  |           |         |
| Novembre 1806                |         | Jacob Dehas                              |           |         |
| Janvier 1809                 |         | Pierre Lemonnier                         |           |         |
| Février 1813                 |         | Duverdier de la Sorinière                |           |         |
| Avril 1815                   |         | Louis-André Bletteau                     |           |         |
| Août 1815                    |         | Pierre Lemonnier (deuxième période)      |           |         |
| Septembre 1816               |         | Charles-Louis Ganne                      |           |         |
| Janvier 1826                 |         | Pierre-François Berthelot                |           |         |
| Septembre 1830               |         | Jacob Dehas (deuxième période)           |           |         |
| Août 1842                    |         | Théodore Latté                           |           |         |
| Novembre 1853                |         | Hippolyte Fournier                       |           |         |
| Août 1855                    |         | Théodore Ponceau                         |           |         |
| Juin 1869                    |         | François Boureau père                    |           |         |
| Février 1881                 |         | Camille Bourcier                         |           |         |
| Mai 1881                     |         | Jean Ménard                              |           |         |
| Mai 1888                     |         | Jean Lecointre                           |           |         |
| Juin 1888                    |         | Jean Ménard (deuxième période)           |           |         |
| Juin 1888                    |         | François Boureau fils (par intérim)      |           |         |
| Août 1888                    |         | Charles Guillois                         |           |         |
| Mai 1894                     |         | François Boureau fils (deuxième période) |           |         |
| Juin 1904                    |         | Léon Bourcier                            |           |         |
| Décembre 1919                |         | Jules Testaud                            |           |         |
| Mai 1925                     |         | Léon Bourcier (deuxième période)         |           |         |
| Mars 1933                    |         | Jules Testaud (deuxième période)         |           |         |
| Novembre 1937                |         | Charles Rocher                           |           |         |
| Mars 1965                    |         | Auguste Davis                            |           |         |
| Mars 1971                    |         | Armand Galland                           |           |         |
| Mars 1983                    |         | Bernard Mosset                           |           |         |
| Mars 2001                    |         | Gabriel Besnard                          |           |         |
| Mars 2008                    |         | Gérard Thareau                           |           |         |
| Mars 2014                    |         | Philippe Cesbron                         |           |         |

## Symboles

### Maison de la Dîme
La maison de la Dîme est utilisé comme image de la commune déléguée : présentation de la maison de la Dîme dans la rubrique Lieux et monuments.

### Devise
« Rablay, l’âme du Layon ! » a figuré en compagnie de la maison de la Dîme sur des verres de vin fabriqués pour la commune.

## Culture et tourisme

### Expositions et manifestations culturelles

#### Le Village d’Artistes (galerie)
Ouvert en 1987, le Village d’Artistes est une galerie d’art associative ouverte de mars à décembre, la visite y est gratuite et il y a possibilité d’achats d’œuvres exposées. Une exposition provisoire changeant tous les mois ou tous les deux mois est le pilier du Village d’Artistes, en marge de cette exposition, on peut retrouver les habituels (objets décoratifs et sélection d’œuvres d’art d’artistes précédemment ou bientôt exposés).
Pour découvrir le bâtiment accueillant cette galerie d’art.

#### Festival et Clap de Rablay
Le Festival de Rablay (les festivités s’appellent « D’ici, c’est d’ailleurs » avant 1997) s’est déroulé chaque année de 1994 à 2011 les samedi et dimanche du week-end de la Pentecôte. C’était un festival de plein air organisé en différents lieux du bourg de Rablay où l’accès au festival et à tous les spectacles était gratuit. L’affluence était très difficile à évaluer mais le festival attirait chaque année plusieurs milliers de personnes. La programmation mêlait artistes professionnels et amateurs sans mode d’expression privilégié : des orchestres jazz, du théâtre, de la musique rock, du chant grégorien, de la danse, des contes pour enfants et adultes, du jonglage, des courts métrages, des sketchs humoristiques… Soutenu par les collectivités locales à tous les échelons, mais porté par les bénévoles issus principalement de la commune, le festival était tout de même orienté vers les artistes représentatifs d’une image de la région soit parce qu’ils y habitaient (tout en jouant ou en parlant dans leurs arts d’autres régions de France ou du monde), soit parce qu’ils étaient les interprètes d’arts locaux.
À partir de 2006, un festival off, le Rabl’off, organisé par les jeunes de la commune aidés par les animateurs du centre social du canton, avait été autorisé. Les spectacles off étaient créés par de jeunes artistes de Rablay et des villages environnants qui avaient une notoriété plus locale et étaient, en moyenne, plus jeunes « afin de découvrir de futurs talents ». À partir de 2007, une association tenant une ludothèque itinérante intervenaient aussi pour faire découvrir l’univers du jeu aux spectateurs du festival.
Le festival s’est arrêté après la dix-huitième édition en 2011. Devant l’ampleur du succès et le travail en proportion, l’association a décidé de mettre le festival en sommeil « pour un temps indéterminé » afin de « se recentrer sur ses objectifs initiaux – proposer des spectacles originaux à un public familial - » et de faire également le « choix de privilégier la qualité à la quantité ».
Dans la continuité du Festival de Rablay et dans la logique indiquée lors de l’arrêt de celui-ci, un nouvel évènement, le Clap de Rablay (pour Culture locale et arts pluriels), a lieu en 2015 à la même période de l’année (autour de la Pentecôte) mais sur une semaine, dans des proportions plus modestes et en marge du bourg (bord du Layon). En 2016 et en 2017, le Clap se résume respectivement à un « Clap de rentrée » et à un « Clap de rue » lors d’une soirée en septembre dans le jardin de la mairie.

#### Les Terres créatives
Porté par le Village d’Artistes cité plus haut, le marché potier « Les Terres créatives » a lieu depuis 2003 place du Mail lors d’un week-end de la seconde quinzaine d’août. C’est une manifestation d’arts artisanaux présentant rakus, faïences et autres terres cuites et terres vernissées de céramistes.

### Lieux et monuments

#### Le château de Briançon
La maison dite « château de Briançon » a été construite en 1844 par M. Bourgjuge, avoué à Angers. La maison a été agrandie en 1865 par M. Bourcier.

#### La Cantine
L’actuelle demeure de la Cantine, construite en 1905, tire son nom de l’activité de l’ancienne maison s’y trouvant : en effet, en 1774, un port est édifié à Rablay et cela conduit à la création d’une auberge dans une maison particulière au bord du Layon nouvellement canalisé.

#### Le Cercle de l’Union
Situé place de l’Europe, le terrain couvert et synthétique de boule de fort (sport traditionnel angevin) est géré par la plus ancienne association de la commune, le Cercle de l’Union, centenaire en 2021.

#### La maison de la Dîme
La maison de la Dîme (aussi appelée maison du Porche) est le symbole de la commune situé dans le carrefour principal du bourg, face à la mairie. C’est une maison à colombages du XVe siècle classée monument historique depuis novembre 1952.
Le logis surmonte un porche et est supporté par une poutre de chêne sculptée. En 1779, une rente foncière, payable tous les ans au curé, est établie, lui donnant son nom. À partir de 1962, elle abrite, et ce jusqu’en 2000, le bureau de poste : la grille de protection P&T d’une fenêtre porte encore l’empreinte de cette activité, métallique, elle est découpée de manière à représenter un timbre-poste et ses dents. La maison de la Dîme abrite maintenant la bibliothèque associative. La maison figure aussi sur les verres de vins de coteaux-du-layon offerts comme cadeau d’accueil aux nouveaux habitants de la commune.

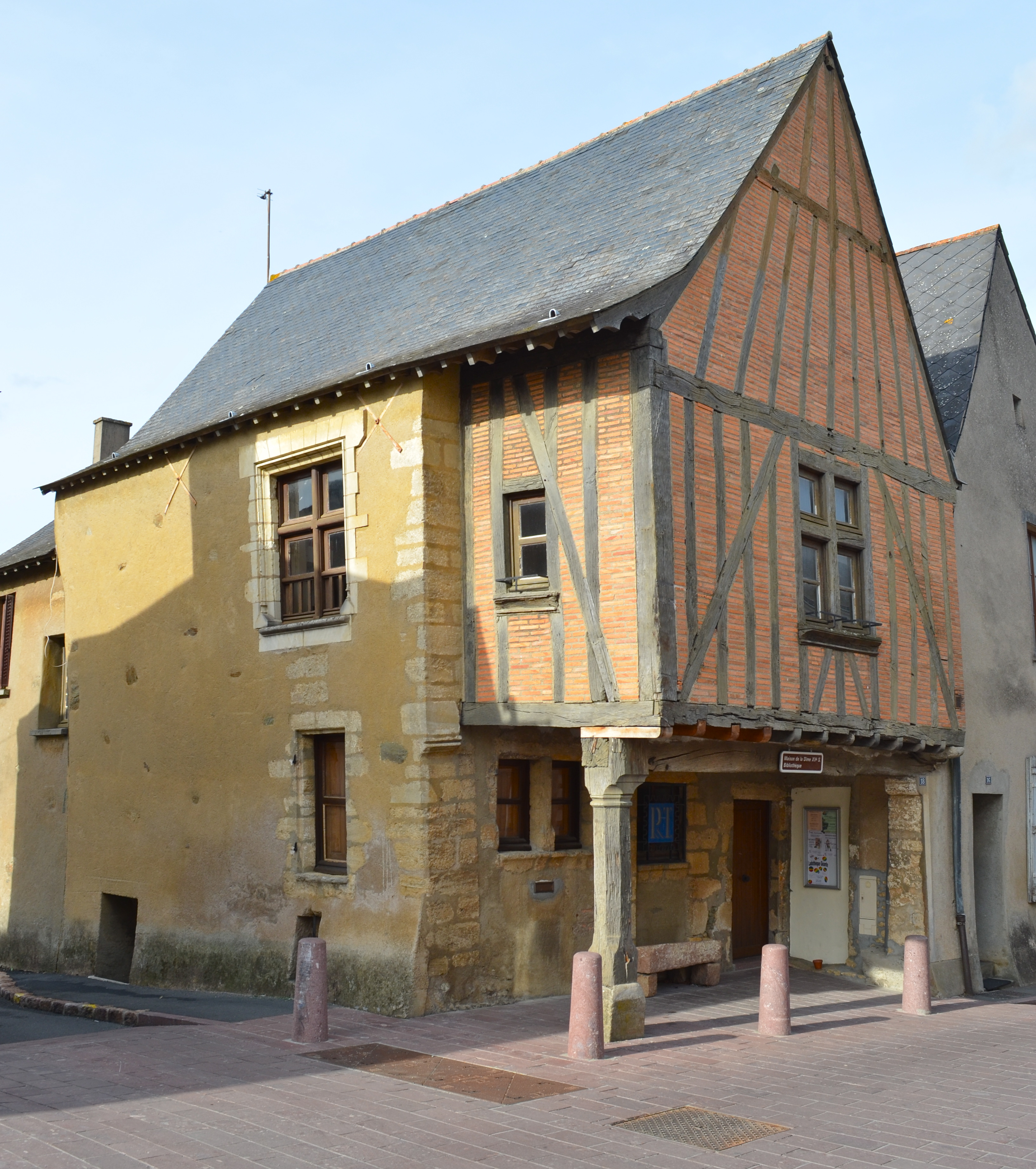
Vue générale.
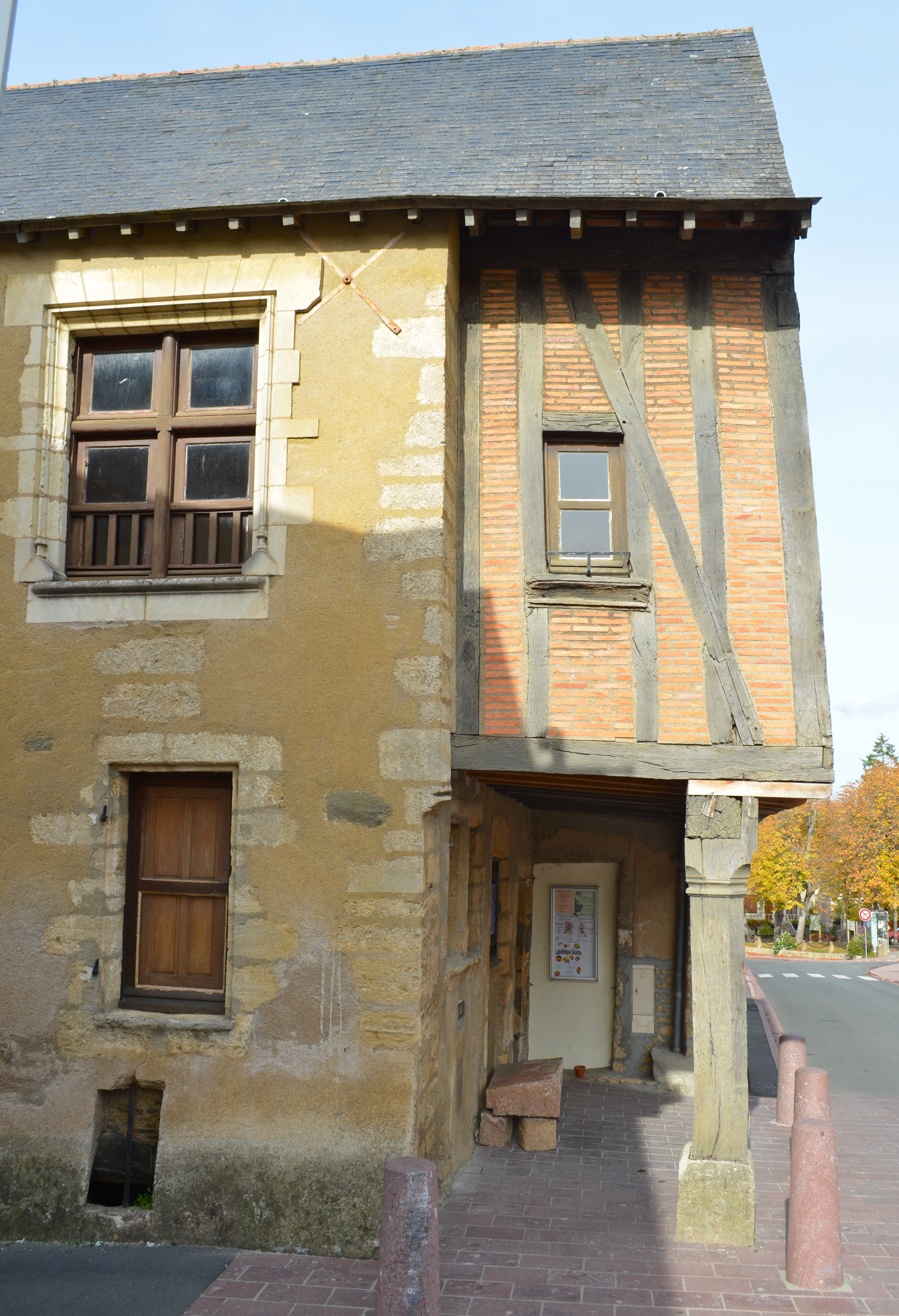
Vue de gauche.
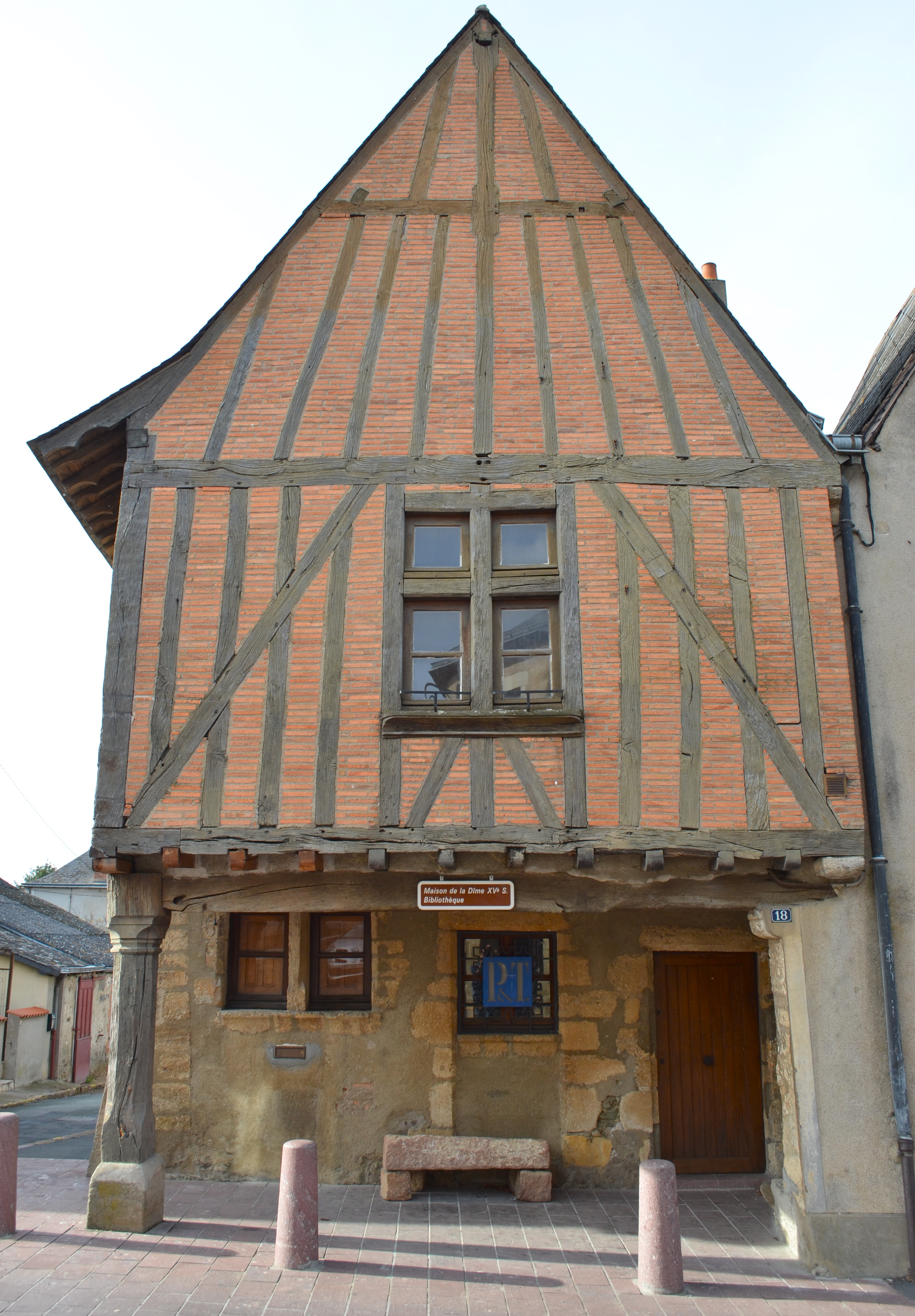
Vue de face.
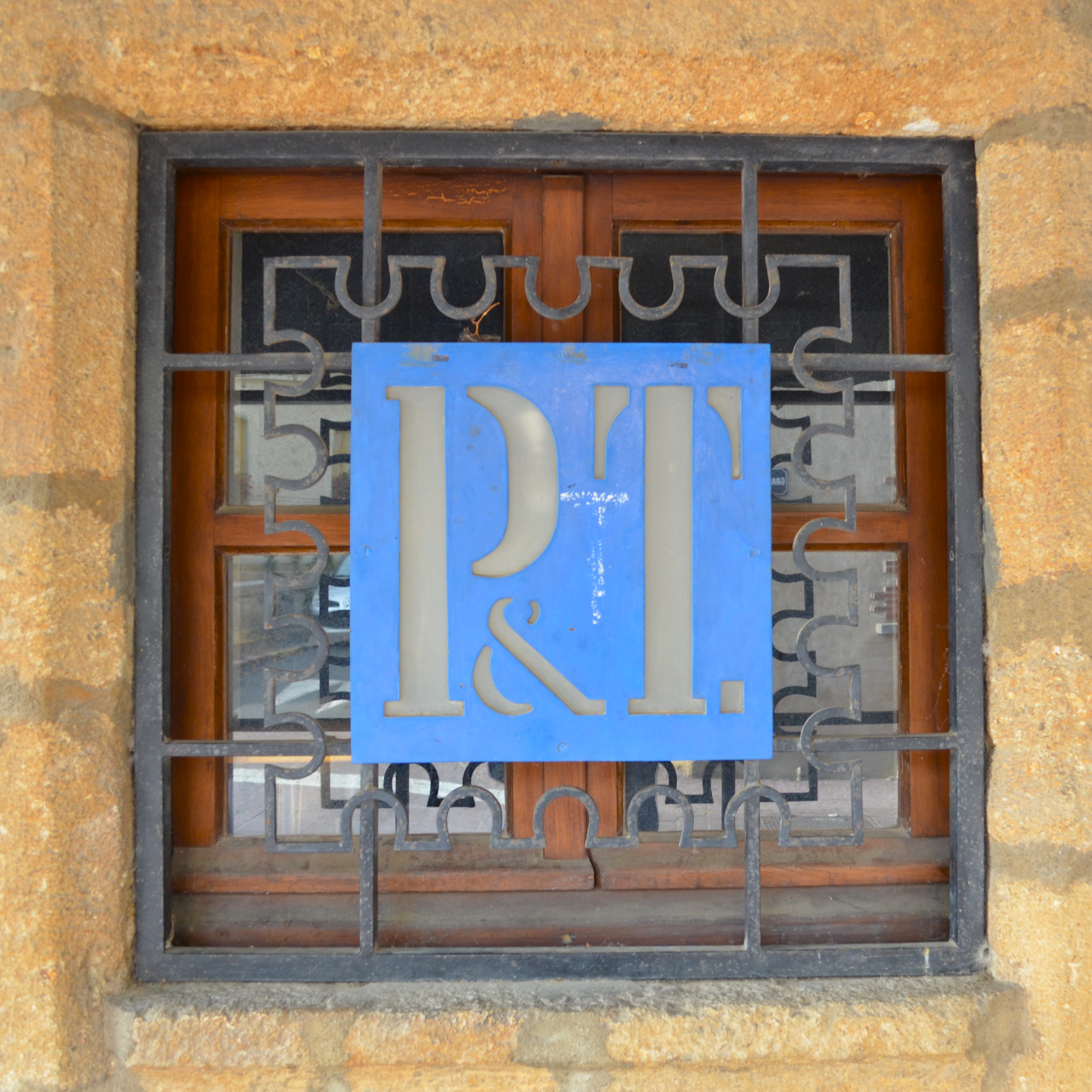
Grille de protection « P&T ».

#### Doua
Doua est un village situé à cheval sur Rablay et Chanzeaux. Ce lieu-dit est connu depuis le XIIe siècle (alors sous les noms Doiacus ou Dueium). Jusqu’à la fin du XVIIIe siècle, Doua comportait, côté Chanzeaux, un prieuré construit autour d’une chapelle dédiée à saint Jean. La chapelle a été abattue en 1832. Le père du général Catroux est né à Doua (côté Rablay).

#### Le château de la Girardière
Imposant édifice construit par un architecte d’Angers du nom d’Hodée et situé sur la route de Chanzeaux entre le bourg, le hameau de la Roche et celui de Doua, il a été restauré dans les années 1990 et 2000 par son propriétaire. Il est visitable aux journées européennes du patrimoine.

#### Le lavoir
Il est situé au bord du Layon entre le pont du Layon et la Cantine.

#### La place du Mail
Construite sur l’emplacement de l’ancien cimetière transféré à son emplacement actuel en 1810, la place du Mail est la plus grande place du village où se déroulent notamment durant l’année les manifestations et festivités principales de la commune. Servant les jours normaux de lieu de stationnement, elle est entourée de grands arbres, de vieux et magnifiques réverbères ainsi que de plots en pierre reliés par une massive et pesante chaîne.

#### Mirebeau et son manoir
Le manoir de Mirebeau est construit au XVe siècle mais le domaine, relevant de la châtellenie de Luigné, est plus ancien, fondé entre les XIe et XIIIe siècles. Une chapelle y est construite en 1700. Au début de la Révolution, le fief est détenu par Mélanie-Françoise Louet, sympathisante catholique et royale. Elle est à ce titre arrêtée et guillotinée en 1794. Ses biens sont vendus comme biens nationaux à Jacob Dehas. En 1802, les bâtiments en partie incendiés durant la guerre de Vendée sont partiellement reconstruits. Aujourd’hui subsiste une partie du logis mais seul le linteau d’une porte témoigne de son ancienneté.

#### L’église Saint-Pierre et son retable

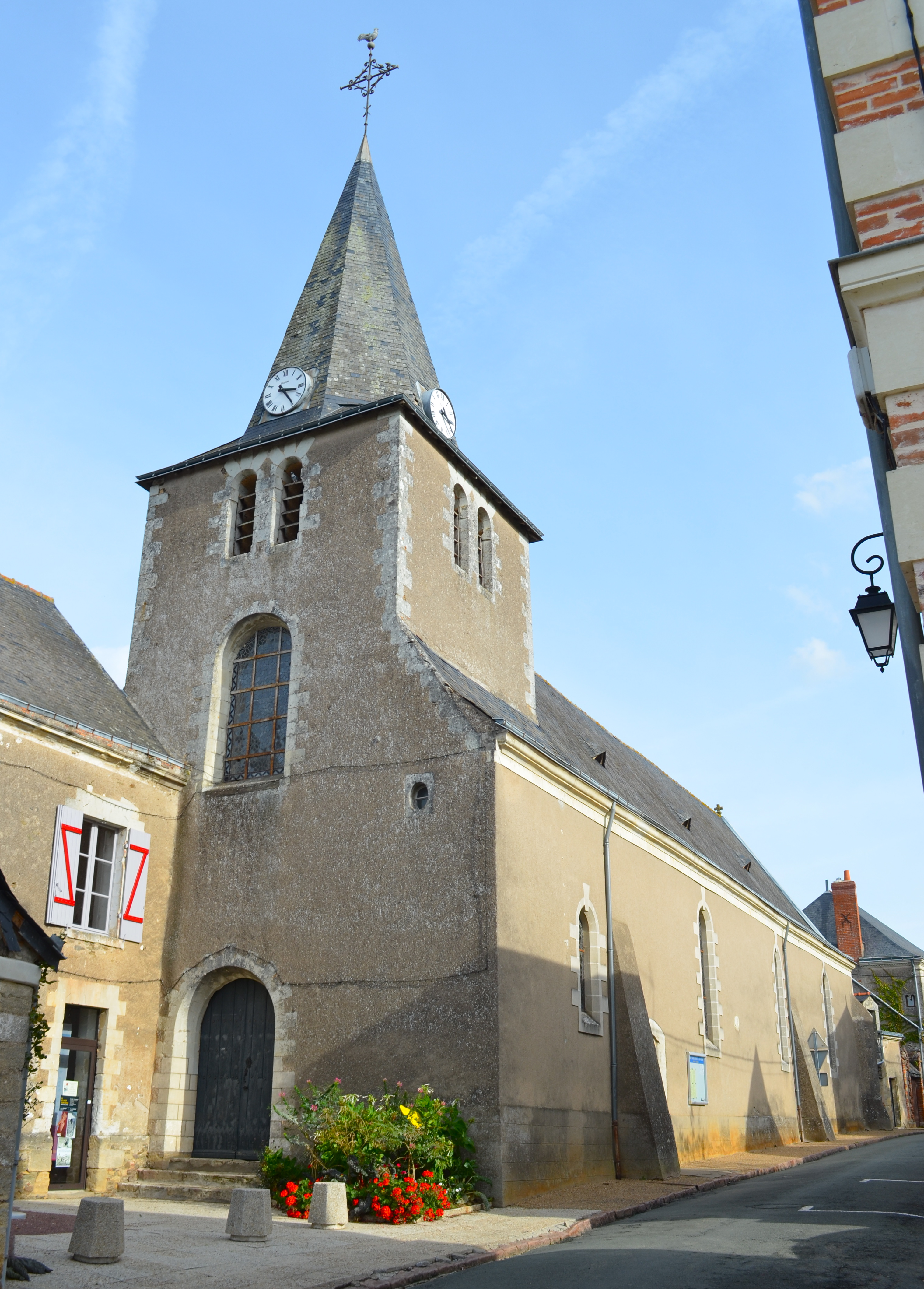
L’église Saint-Pierre.

L’église Saint-Pierre de Rablay est construite à une période indéterminée du Moyen Âge. Elle est vendue à l’abbaye Saint-Serge d’Angers en 1080. En 1588, elle est incendiée lors des guerres de religion. Elle est entièrement restaurée au XVIIIe siècle et comprend depuis une nef unique avec une seule allée, seules quelques parties des murs latéraux semblent être d’origine. Le nouveau clocher est construit entre 1763 et 1765, la cloche sera brisée en 1793 lors de la guerre de Vendée. L’église est surtout remarquable par son retable datant de cette restauration du XVIIIe siècle. Le retable du maître-autel de Rablay, bouchant l’ancienne rosace du chœur, est caractéristique de l’art baroque ; elle comprend des bas-reliefs, des colonnes et trois statues de saint Pierre, de saint Paul et la Vierge encadrant un crucifix ayant pris la place dans le courant du XXe siècle d’un Sacré-Cœur abîmé. En 1876, Célestin Port note que l’église comporte une statue de saint Lubin. Les vitraux ont été restaurés en 1931.
L’église sert encore exceptionnellement de lieu de culte catholique comme relai de la paroisse Saint-Pierre-en-Layon-Hyrôme : cette paroisse couvre la totalité de la commune nouvelle de Bellevigne-en-Layon (créée en 2016), les communes de Beaulieu-sur-Layon, Chavagnes et Notre-Dame-d’Allençon et une partie de deux communes nouvelles créées aussi en 2016 (Chanzeaux et Valanjou, communes déléguées de Chemillé-en-Anjou, et Saint-Lambert-du-Lattay, commune déléguée de Val-du-Layon).

#### La statue de saint Vincent
Une statue de saint Vincent est installée en 1951 à l’entrée du bourg en venant de Thouarcé et le lieu est béni par l’évêque en 1952. Saint Vincent est le saint patron des vignerons, la vitiviniculture étant l’une des activités les plus représentatives de Rablay. Après vandalisme, la statue est rénovée en 2001.

#### Le Village d’Artistes (bâtiment)
Ce Village d’Artistes est en fait une maison du bourg. Cette bâtisse du XVe siècle, restaurée plusieurs fois depuis, se situe, comme presbytère jusqu’à la Révolution, au pied de l’église. Avec la confiscation des biens du clergé, il est vendu comme bien national à un particulier avant, pour entrer en conformité avec la loi Guizot du 28 juin 1833, d’être racheté dans les années 1830 par la commune afin d’y installer la mairie et l’école des garçons. Les filles rejoindront par la suite le même bâtiment. De 1880 à 1882, est construite l’actuelle mairie à 50 m de là ; y emménagent dans sa partie centrale la mairie et sur les côtés une partie des salles de classe et les logements des instituteurs (l’école des filles y trouvera sa place, comme en témoigne encore une inscription) qui quittent donc le premier édifice. En 1987, des bénévoles décident de créer une galerie d’art dans la maison, ce qui entraîne la rénovation des bâtiments aujourd’hui propriété de la communauté de communes Loire Layon Aubance.
Pour en savoir plus sur la galerie d’art du Village d’Artistes.

### Itinéraires touristiques

#### Chemin de randonnée
Le Comité Départemental de la Randonnée Pédestre (C.D.R.P.) de Maine-et-Loire a validé la proposition de la classe CM1-CM2 des Sablonnettes, l’école de Rablay, d’un chemin de randonnée appelé « Un chemin, une école : l’éveil en couleurs » formant une boucle de 9,2 kilomètres sur le territoire de Rablay.

#### Parcours V.T.T.
Le circuit V.T.T. « Val d’Hyrôme » passe sur le territoire de Rablay-sur-Layon, il forme une boucle de dix-huit kilomètres avec deux cent soixante-dix mètres de dénivelés et est balisé depuis l’étang de la Coudray de Saint-Lambert-du-Lattay.

#### Routes thématiques
Les routes touristiques sur le thème du vin Route des Vignobles Anjou-Saumur et Coteaux et Villages en Layon s’arrêtent à Rablay.

### Sport
Rablay est sur différents itinéraires sportifs (chemin de randonnée et parcours V.T.T. présentés dans la section précédente) et a un terrain de boule de fort (cf. la section correspondante).
Historiquement, Rablay a aussi été un haut lieu de football en proportion de la taille de la commune. Rablay-Sports est fondé à la sortie de la guerre en 1945 et très vite atteint un niveau important en football ; par exemple, en 1947-1948, Rablay-Sports participe au championnat de première division de football de l’Union d’Anjou (association sportive catholique départementale). À la fin des années 1960, le club de football compte trois équipes séniors, deux équipes féminines et des équipes jeunes, des équipes vétérans naîtront également. La première équipe féminine de Rablay-Sports remporte en 1971 (groupe B) et 1972 (groupe unique) le championnat de l’Atlantique et en 1974 la coupe de l’Atlantique. Le club qui jouait sous maillot blanc disparait en 1992. Il reste encore plusieurs terrains de football à la sortie du village vers Champ-sur-Layon qui témoignent de cette époque.
Le village a aussi été plusieurs fois sur le parcours du Grand Prix de Cholet-Pays de Loire, course cycliste masculine professionnelle, dans les années 1990. Ainsi que sur celui du rallye automobile des Coteaux-du-Layon dans les années 2000.

## Personnalités liées à Rablay

### Nicolas Beaurepaire
Nicolas Beaurepaire, né le 7 janvier 1740 et mort le 2 septembre 1792, est un officier de l’armée royale de Louis XV et de Louis XVI puis de l’armée révolutionnaire française.
Sa famille était propriétaire de bâtiments au lieu-dit la Roche. Une statue le représentant a été érigée à Angers (situé dans le même département) sur le pont de Verdun appelé ainsi en l’honneur de Beaurepaire mort à Verdun.

### La famille Catroux
René-Michel Catroux est né le 8 juillet 1835 à Rablay au hameau de Doua et est mort le 8 septembre 1920. Il quitte le village à vingt ans « pour ne pas devenir paysan » en 1855 et s’engage dans l’armée. Avec un bataillon d’Afrique, il est notamment des campagnes d’Asie durant un an en 1863 à Hué notamment (en l’actuel Viêt Nam) et en stationnement également à Shanghai et à Yokohama. Durant cette année en Asie, son bataillon combat le 20 juillet 1863 face à des unités japonaises de Shimonoseki, quatre jours après la bataille navale de Shimonoseki. Il est ensuite en Algérie à partir de 1864 jusqu’à la guerre franco-prussienne de 1870. En 1871, il épouse une jeune fille de 19 ans d’une riche famille génoise, colon dans ce nouveau territoire français.
René-Michel Catroux terminera sa carrière militaire comme colonel et aura été élevé au grade d’officier de la Légion d’honneur.
Autres descendants notables de la famille de René-Michel Catroux :
- le plus connu, le troisième de ses quatre fils, Georges Catroux, un des principaux généraux de l’Armée française jouant un rôle prééminent dans l’action de la France libre, rallié au général de Gaulle juste après l’appel du 18 juin. Il fut ensuite ministre de la IVe République et ambassadeur. Sa dernière épouse est  la femme de lettres Frances de Dalmatie ;
- René-Claude Catroux, expert international en tableaux, le deuxième de ses fils ;
- Tristan Catroux, petit-fils (et fils de René-Claude Catroux) lui aussi expert en tableaux ;
- Diomède Catroux, petit frère de Tristan, député de Maine-et-Loire et secrétaire d’État à l’air puis à l’armement dans les années 1950 ;
- René Catroux, petit-fils (et fils de Georges Catroux), diplomate et dramaturge et le mari de l’actrice Hélène Duc ;
- François Catroux, arrière petit-fils (petit-fils de Georges Catroux et neveu de René Catroux et d’Hélène Duc), décorateur d’intérieur et le mari de Betty Saint, mannequin, devenue Betty Catroux par son mariage ;
- Élisabeth Catroux, arrière petite-fille (petite-fille de Georges Catroux et fille de René Catroux et d’Hélène Duc), comédienne.

La mère de René-Michel Catroux, Magloire Boureau, est la cousine germaine du maire de Rablay, François Boureau père.

### Étienne Davodeau
Étienne Davodeau est un homme de bandes dessinées, né le 19 octobre 1965, qui vit à Rablay depuis la fin des années 1990 et travaille dans son atelier situé à son domicile.
Dessinateur et scénariste engagé, on reconnaît Rablay, ses rues et ses paysages au fil des pages de ses différentes bédés de fiction comme dans Chute de vélo. Mais il raconte aussi des histoires vraies ayant lieu dans les proches environs :
- Rural ! avec l’histoire de la construction de l’A87 reliant Angers à Cholet et passant sur la commune voisine de Chanzeaux avec entre autres des exploitants agricoles habitant Rablay ;
- Les Mauvaises Gens qui suit, durant leurs jeunesses, les parents de l’auteur et leurs engagements citoyens, syndicaux et religieux dans leurs Mauges natales, à quelques kilomètres de la commune ;
- ou encore Les Ignorants qui narre plus d’une année de découverte du monde vitivinicole par Étienne Davodeau pendant que celui-ci initie au monde de la bande dessinée un vigneron de la commune voisine de Faye-d’Anjou.

Sa bande dessinée en deux tomes Lulu femme nue a été adaptée au grand écran : Lulu femme nue avec Karin Viard dans le rôle de Lulu.
Étienne Davodeau a été élu conseiller municipal de Rablay-sur-Layon en mars 2014. Il démissionne de sa fonction de conseiller en janvier 2016 pour dénoncer les conditions de la fusion de Rablay-sur-Layon au sein de la commune nouvelle de Bellevigne-en-Layon, il regrette notamment que le conseil ait refusé en octobre 2015 l’organisation d’un référendum communal.

### Hippolyte Fournier
Hippolyte Fournier, peintre, sculpteur et illustrateur né en 1853 à Rablay, est le fils de Hippolyte Fournier, son père homonyme, maire de Rablay de 1853 à 1855 et médecin. Formé à Angers, il fait carrière à Paris. Il meurt en 1926 à Gonnord (sur l’actuelle commune de Valanjou proche de Rablay) après avoir été conservateur au musée des Beaux-Arts d’Angers.

### Jarry
Anthony Lambert dit Jarry, homme de spectacle né en 1977 à Angers, a vécu son enfance et son adolescence à Rablay : sa mère (dont il prendra le nom de jeune fille pour nom de scène) étant d’une famille d’ouvriers viticoles.
Il est acteur et co-auteur du téléfilm À tes côtés tourné à Rablay (au milieu des vignes pendant les vendanges, devant la mairie, dans 
la société de boule de fort, etc.) et s’inspirant de la fin de vie de son père habitant la commune.

### Raymond Kopa
Raymond Kopa, footballeur né le 13 octobre 1931 dans le Pas-de-Calais et mort le 3 mars 2017 à Angers, Ballon d’or 1958, a donné son nom à plusieurs sodas (« Limonade Kopa », « Soda Kopa orange », « Kopa Tonic ») et jus de fruits, tous produits dans la même usine située au lieu-dit la Roche à Rablay (l’usine a fonctionné de 1958 au milieu des années 1970 et Kopa a été footballeur professionnel jusqu’en 1967),,.

### Titi Robin
Thierry Robin dit Titi Robin, musicien né en 1957 à Angers et qui vit à Rablay. Il a été influencé par les cultures et musiques gitanes, tziganes et orientales et les musiciens Camarón de la Isla, Mounir Bachir… Il joue de la guitare, de l’oud et du bouzouki. Il a donné de nombreux concerts en Afrique australe, au Moyen-Orient et en France.